# Aughinish
Aughinish (también llamada en irlandés: Each Inis) es una pequeña isla situada en el norte del condado de Clare, en Irlanda, en la costa sur de la bahía de Galway.
La isla estaba conectada originalmente con el condado de Clare, pero en 1755 se perdió esta unión debido a los efectos de un tsunami producto de un terremoto portugués masivo. A continuación, los británicos construyeron la calzada existente para el Condado de Galway al servicio de sus tropas en la Torre Aughinish en la isla. En la actualidad el acceso a Aughinish, Condado de Clare sigue siendo sólo a través del condado de Galway.
La isla tiene aproximadamente dos millas (3 km) de ancho y una milla (1,6 km) desde el extremo norte al extremo sur y cuenta con unos cincuenta habitantes.